# Hillgroven
Hillgroven er en by og kommune i det nordlige Tyskland, beliggende i Amt Büsum-Wesselburen under Kreis Dithmarschen. Kreis Dithmarschen ligger i den sydvestlige del af delstaten Slesvig-Holsten.

## Geografi
Hillgroven har spredt bebyggelse og ligger omgivet af diger ved Nordsøkysten tæt ved Eiderens udmunding. 

### Nabokommuner
Nabokommuner findes Wesselburenerkoog mod vest og nord, Norddeich mod øst og Hellschen-Heringsand-Unterschaar mod syd.